# Mk I (крейсерский танк)
Крейсерский танк Mk.I (англ. Tank Cruiser Mk.I), A9 — британский крейсерский танк 1930-х годов, лёгкий по массе. Создан в 1934—1936 годах фирмой «Виккерс», на роль среднего, позднее — крейсерского, танка. Опытный танк А9Е1 был изготовлен весной 1936 года. Принят на вооружение в июне 1937 года, однако в серию был запущен только в январе 1939 года. Танки этого типа оставались на вооружении вплоть до начала Второй мировой войны и ограниченно использовались в ходе Французской и начального периода Североафриканской кампаний, показав неудовлетворительные боевые качества. Последние уцелевшие танки этого типа были сняты с вооружения к 1941 году в связи с крайней устарелостью.

## Производство[1]
Elswick Works — 50 (№№ T.3493 — T.3542). Изготавливались с января 1939 по февраль 1940 года;
Harland & Wolff Ltd — 75 (№№ T.7196 — T.7270), из них 36 последних танков были выполнены в варианте CS. Изготавливались с июня 1939 по июль 1940 года.
Всего в 1939 году сдали 76 танков и 49 в 1940.

## Модификации
- Tank, Cruiser, Mark I — базовый вариант с пушкой QF 2 Pounder
- Tank, Cruiser, Mark I CS — вариант «непосредственной поддержки» (англ. Close Support) с 94-мм гаубицей.

## Литература

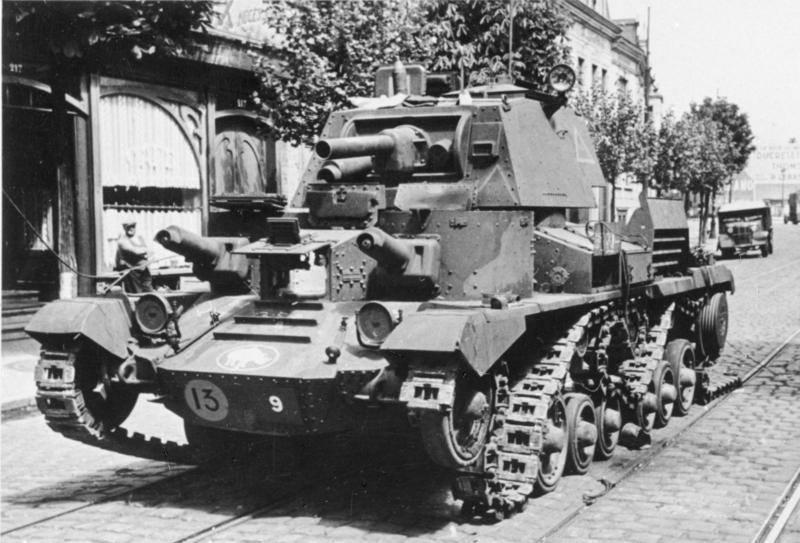
Подбитый Mk I